# Nesseltiere
Die Nesseltiere (Cnidaria; altgr. κνίδη knidē ‚Nessel‘) sind einfach gebaute, vielzellige Tiere, die durch den Besitz von Nesselkapseln gekennzeichnet sind und die Küsten, den Grund und das offene Wasser der Weltmeere und einige Süßgewässer bewohnen.
Bekannte
Untergruppen sind Schirm- und Würfelquallen, die sessilen Blumentiere mit den Seeanemonen, Stein- und Weichkorallen sowie die vielgestaltigen Hydrozoen, zu denen auch die Staatsquallen und der in Bächen und Flüssen in Mitteleuropa heimische Süßwasserpolyp gehören. Sie umfassen derzeit über 11 000 rezente Arten. Einige Nesseltiere (z. B. Polypodium hydriforme und die Myxozoa) sind Parasiten.

## Aufbau
Nesseltiere besitzen als Gewebetiere echtes Gewebe und Organe. Sie sind ihrem vielfach variierten Grundbauplan nach radiärsymmetrisch gebaut und bestehen aus zwei Zellschichten, der äußeren Epidermis oder Ectodermis und der inneren Gastrodermis oder Entodermis. Dazwischen befindet sich die Mesogloea – nicht zu verwechseln mit dem Mesoderm: Gelegentlich wird die Mesogloea als drittes Keimblatt angesehen, doch mit den mesodermalen Blastemen höherer Metazoen hat sie nichts gemein.

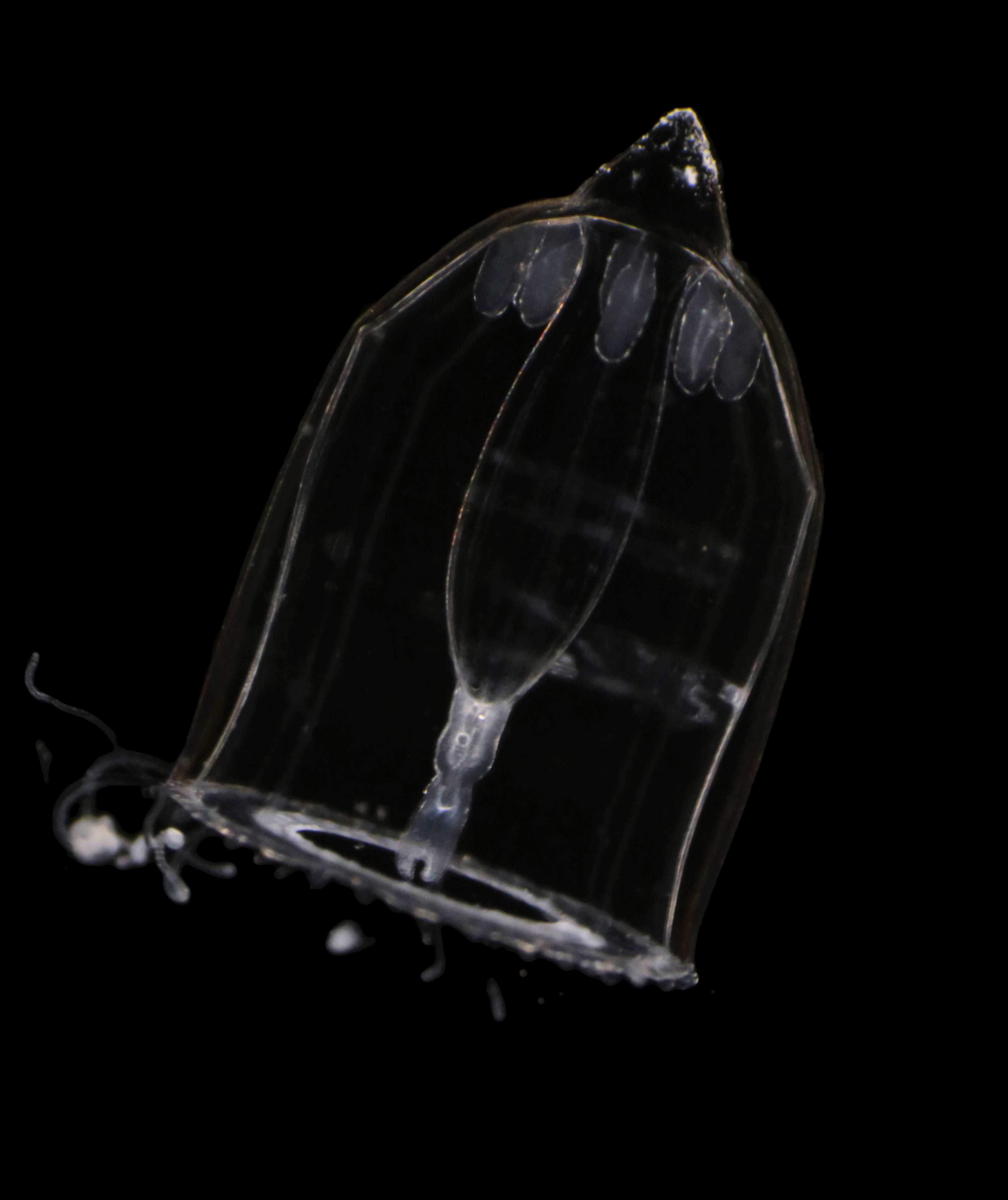
Bei Aglantha digitale sieht man den einfachen, glockenförmigen Körperbau.

Die Gastrodermis umfasst den „Magen“ der Nesseltiere, den sogenannten Gastralraum (Gastrovaskularraum). Er besitzt nur eine einzige Öffnung, durch die nicht nur die Nahrung aufgenommen, sondern Abfallprodukte auch wieder ausgeschieden werden. Gleichzeitig dient er neben der Mesogloea als hydrostatisches Stützskelett. Hartskelette kommen dagegen nur bei Polypen vor, die dazu gezielt Kalk ablagern (z. B. Octocorallia).
Ein echtes Blutgefäßsystem ist bei den Nesseltieren nicht vorhanden. Der Gasaustausch erfolgt durch Diffusion, daneben spielt sowohl für die Vorverarbeitung und gleichzeitig für die Verteilung von Nährstoffen und den Abtransport von Stoffwechselendprodukten das sogenannte Gastrovaskularsystem eine Rolle: Dies umfasst den zentralen Hohlraum, den Gastralraum sowie dessen Ausläufer in die Tentakel der Polypen. Das Gastrovaskularsystem übernimmt damit zweierlei Funktionen, Verdauung und Stofftransport. Nahrungspartikel werden in erster Linie von den Nährmuskelzellen des Gastroderms aufgenommen.

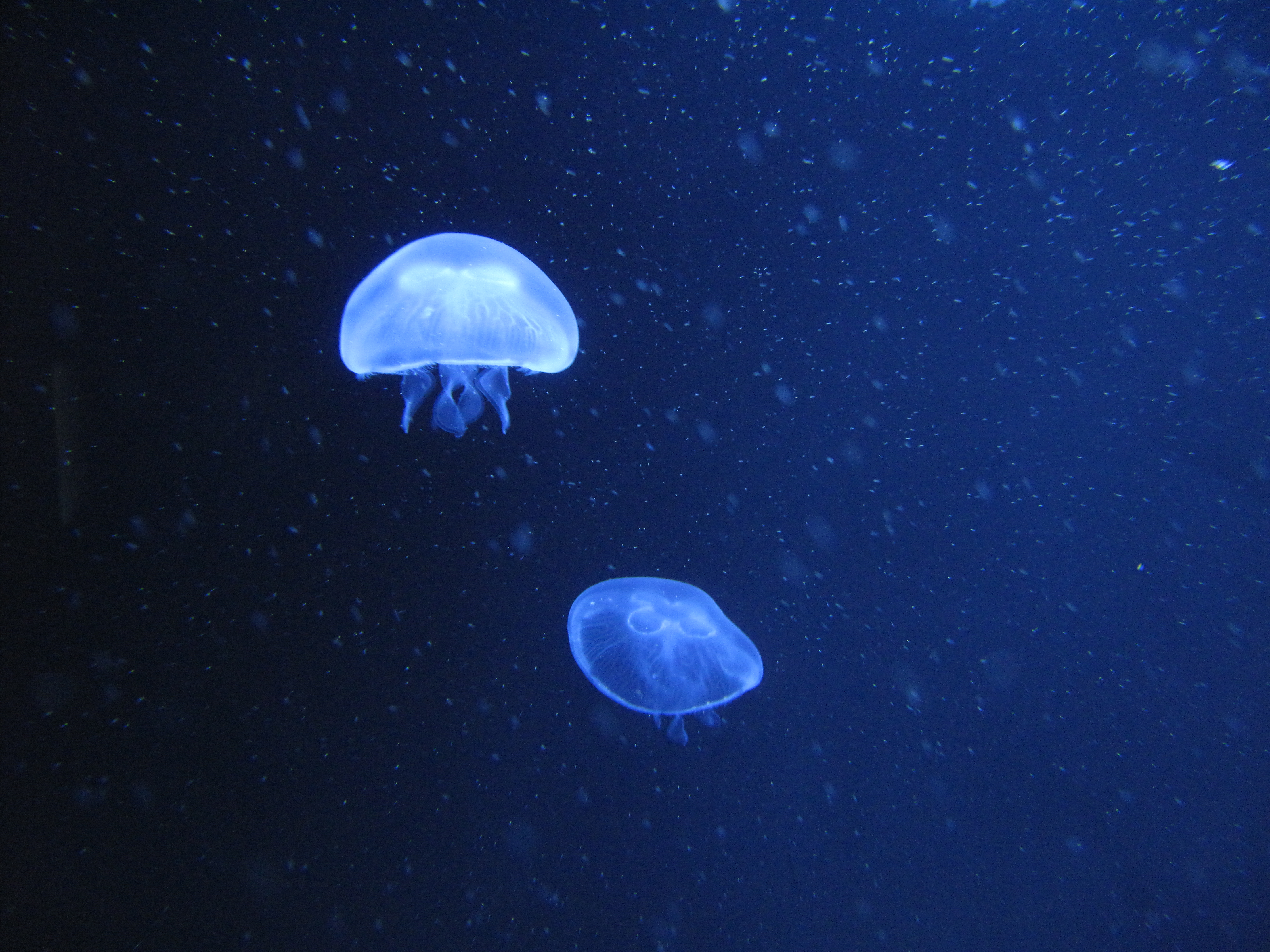
Die Ohrenqualle der deutschen Küsten

Die Nesseltiere besitzen echte Nervenzellen, die ein diffuses Netz bilden, welches nur eine geringe Zentralisierung zeigt. Nervenzellkonzentrationen liegen bei Polypen im Mundfeld (Hypostom), an den Tentakeln und am Fußstiel (Pedunculus), bei den Quallen findet sich häufig ein Nervenring um den Schirm. Auch eine spezialisierte Signaltransportrichtung hat sich vielfach noch nicht herausgebildet. Die Verschaltung der Nerven über sogenannte „gap junctions“ erlaubt jedoch einigen Arten eine hohe Geschwindigkeit bei der Erregungsleitung, eine Vielzahl von Neuropeptiden erlaubt die Modulation von Erregungen.
Lange wurde angenommen, dass Cnidarier zu den sogenannten Diploblasten, den zweikeimblättrigen Tieren gehören. Neuere Forschungsergebnisse weisen darauf hin, dass Cnidarier neben dem Ekto- und Entoderm auch ein Mesoderm zu besitzen scheinen. Aus dem Mesoderm entwickelt sich unter anderem die Muskulatur der Medusen.

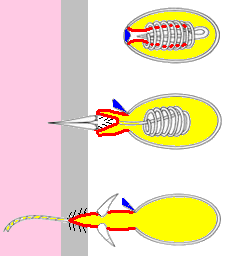
Ausschleudern des Nesselfadens beim Süßwasserpolypen (Hydra)

Das namensgebende Merkmal der Nesseltiere ist ein spezialisierter Zelltyp, die Nesselzelle (Cnidocyte). Zellen dieses Typs befinden sich auf den um die Mundöffnung herum angeordneten Tentakeln und enthalten die charakteristischen Nesselkapseln (Cniden oder Cnidocysten). Diese enthalten einen spiralig aufgewickelten Nesselfaden, der auf Berührungsreize explosiv ausgestoßen wird und hochtoxische Stoffe in das Opfer injiziert, die dieses schnell abtöten oder zumindest lähmen. Die Nesselzellen dienen sowohl dem Beutefang als auch der Verteidigung gegen Fressfeinde. Alle Cnidaria besitzen Cnidocyten.
Ein weiterer wichtiger Zelltyp sind die interstitiellen Zellen (auch i-Zellen genannt). Dies sind pluripotente Zellen, was bedeutet, dass sie sich in andere Zelltypen wie Geschlechtszellen, Drüsenzellen oder Nervenzellen, allerdings nicht in Epithelmuskelzellen oder Nährmuskelzellen verwandeln können. Letztere beiden Zelltypen können nur aus ihresgleichen hervorgehen. Viele Nesseltiere haben dank dieses Systems eine enorme Regenerationsfähigkeit. Insbesondere die Süßwasserpolypen der Gattung Hydra dienen in der Forschung als Modelle für Musterbildungsprozesse. Interstitielle Zellen sind auf die Hydrozoen beschränkt und fehlen bei den anderen Cnidaria.
Die zwei wichtigsten Formentypen sind Polyp und Qualle, die als unterschiedliche Lebensstadien bei ein und derselben Art auftreten können, also keine systematische Bedeutung haben.

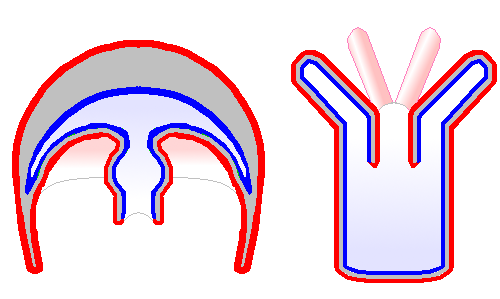
Meduse und Polyp (Schema)

- Polypen sind durch die sogenannte Basalscheibe fest auf einem Substrat verankert, obwohl einige Arten sich auch in kuriosen Zeitlupen-Salti fortbewegen können. Naturgemäß zeigen ihre Tentakel nach oben, vom Substrat weg. Polypen treten oft in großen Kolonien auf. Zusammenfassend besteht ein Polyp aus: Fußscheibe, (das proximale, aborale) Körperende, aus einem Stiel, dem sog. Scapus und dem Mundfeld (Peristom) mit der einzigen Körperöffnung, die umgeben von Fangtentakeln ist. Innerhalb der 4 Gruppen gibt es charakteristische Unterschiede hinsichtlich der Septen, die den Gastralraum in einzelne Gastraltaschen aufgliedern. Vergleichsweise einfach sind Cubozoa und Hydrozoa aufgebaut, denen diese Septen fehlen.

Die Quallen lassen sich ohne Probleme aus den Polypen herleiten, indem Fußscheibe und Scapus zur Oberseite, der Exumbrella, und das Mundfeld zur Unterseite, der Subumbrella, werden.
- Die auch Medusen genannten Quallen haben ein hut- oder glockenförmiges Aussehen und schwimmen meist passiv in den Meeresströmungen mit. Ihre Tentakel hängen frei nach unten. Durch koordinierte Muskelkontraktionen gegen das im Gastralraum enthaltene Wasser können sie sich allerdings auch aktiv fortbewegen – sie nutzen dabei das Rückstoßprinzip.

Nesseltiere zeigen ein breites Größenspektrum: Die meisten Arten sind nur wenige Millimeter klein, manche noch kleiner. Auf der anderen Seite können Cyanea-Quallen einen Durchmesser von zwei Metern umfassen und Polypen der Gattung Branchiocerianthus eine ebensolche Länge erreichen. Bei manchen Arten werden die Tentakel bis zu dreißig Meter lang.

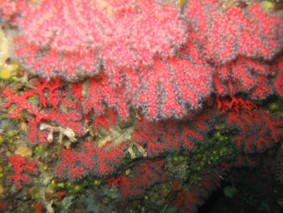
Die Edelkoralle lebt in Höhlen im Mittelmeer

## Verbreitung und Lebensraum
Nesseltiere finden sich weltweit im Meer, seltener auch im Süßwasser. Viele bewohnen als Quallen das offene Wasser und sind, auch durch die verschiedenen Larvenstadien, ein bedeutender Teil des Zooplanktons. An den Küsten dominieren sessile, meist kolonial lebende Nesseltiere oft die Hartböden und schufen mit den tropischen Korallenriffen einen der artenreichsten und produktivsten Lebensräume der Erde. Mit den Seefedern gehört zu ihnen auch eine Gruppe, die sich auf weiche und schlammige Meeresböden spezialisiert hat und auch die Tiefsee, sowie das Südpolarmeer bewohnt.

## Ernährung

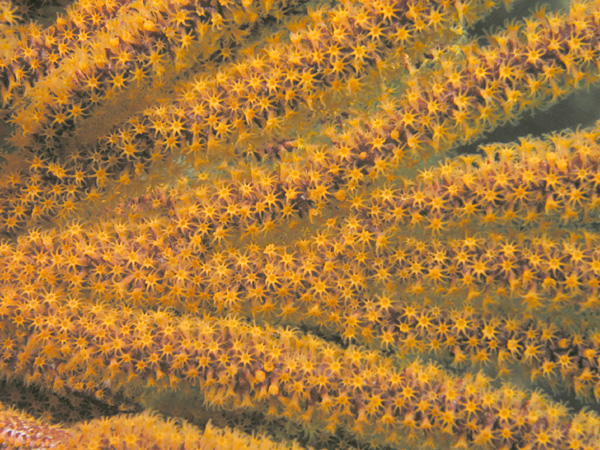
Zum Nahrungsfang geöffnete Polypen einer Gorgonie

Die meisten Nesseltiere ernähren sich von Beutetieren, die mit ihren Tentakeln in Berührung gekommen sind. Dies sind vor allem Tiere des Zooplanktons, wie Protisten, diverse Würmer, Krebse und andere Quallen. Größere Nesseltiere überwältigen auch größere Beute wie Fische. Weichkorallen und Gorgonien fangen auch Phytoplankton.
Manche Gruppen, darunter die meisten Stein-, aber auch viele Weichkorallen, Gorgonien, Seeanemonen und Feuerkorallen leben symbiotisch mit Photosynthese betreibenden Algen zusammen, meist Dinoflagellaten (Dinoflagellata), manchmal aber auch Grünalgen (Chlorophyta). Diese nehmen von ihren Nesseltierpartnern produziertes Kohlendioxid auf und produzieren unter Ausnutzung des Sonnenlichts und unter Abgabe von Sauerstoff die energiehaltigen Kohlenhydrate, die den Nesseltieren als Hauptnahrung dienen.

## Fortpflanzung

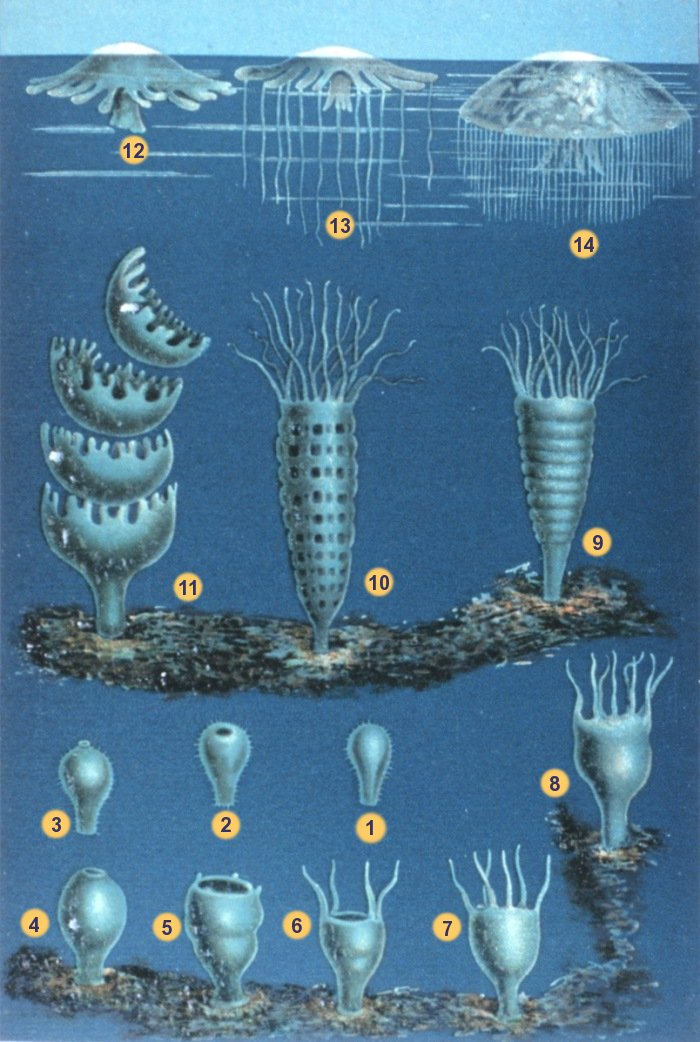
Entwicklungsstadien einer Qualle

Weit verbreitet bei den Nesseltieren ist die ungeschlechtliche Fortpflanzung durch Knospung. In den Klassen der Blumentiere (Anthozoa) und der Hydrozoen (Hydrozoa) ist sie besonders weit verbreitet. Dabei trennt sich vom erwachsenen Polypen seitlich eine ungeschlechtliche Larve, die sogenannte Schwimmknospe ab, die sich zum Polypen fortentwickelt.
Oft ist die Knospung unvollständig, sodass physisch miteinander verbundene Kolonien genetisch identischer Polypen entstehen.
Allerdings können sich die Nesseltiere auch geschlechtlich fortpflanzen. Ein charakteristisches Merkmal ist hier der sogenannte Generationswechsel, der bei Tieren sonst nicht so häufig wie bei Pflanzen, Pilzen oder Protisten anzutreffen ist. Dabei wechseln Generationen, die sich ungeschlechtlich fortpflanzen, und sich geschlechtlich fortpflanzende Generationen einander ab. Diese Art des Generationswechsels wird als Metagenese bezeichnet.
Der erwachsene Polyp bildet dazu auf ungeschlechtlichem Wege männliche oder weibliche Quallen. Es gibt drei prinzipielle ungeschlechtliche Vorgänge:
- Knospung findet sich besonders häufig in den Klassen der Blumentiere und der Hydrozoen.
- Strobilation, ein Vorgang, bei dem Quallen scheibenweise am oberen (oralen) Ende des Polypen abgeschnürt werden, ist dagegen für Schirmquallen charakteristisch.
- Schließlich findet man auch die komplette Umwandlung (Metamorphose) des Polypen zur Quallenform – bei Würfelquallen.

Diese entwickeln sich zunächst zur Geschlechtsreife. Dann werden die männlichen und weiblichen Gameten freigesetzt, die sich jeweils zur Zygote vereinigen. Diese entwickelt sich durch Zellteilung zunächst zu einer kugelförmigen Struktur, der so genannten Blastula, aus der dann die Planula genannte Larve entsteht. Diese ist begeißelt und schwimmt so lange, bis sie auf ein festes Substrat trifft, auf dem sie sich verankert und dann eine Verwandlung (Metamorphose) zum Polypenstadium durchläuft.
Dieses Schema ist in den fünf Nesseltier-Klassen mannigfaltig variiert und abgewandelt. So verbleiben bei vielen Hydrozoen die Quallen in reduzierter Form am Polypen, welcher damit so genannte Gonophoren hat. Einige Hydrozoen, wie die Süßwasserpolypen (Hydra) haben überhaupt kein Quallenstadium. Stattdessen bildet der Polyp selbst männliche oder weibliche Keimzellen. Die Würfelquallen wiederum haben das Polypenstadium reduziert. Bei den Blumentieren gibt es kein Quallenstadium.

## Riffbildung

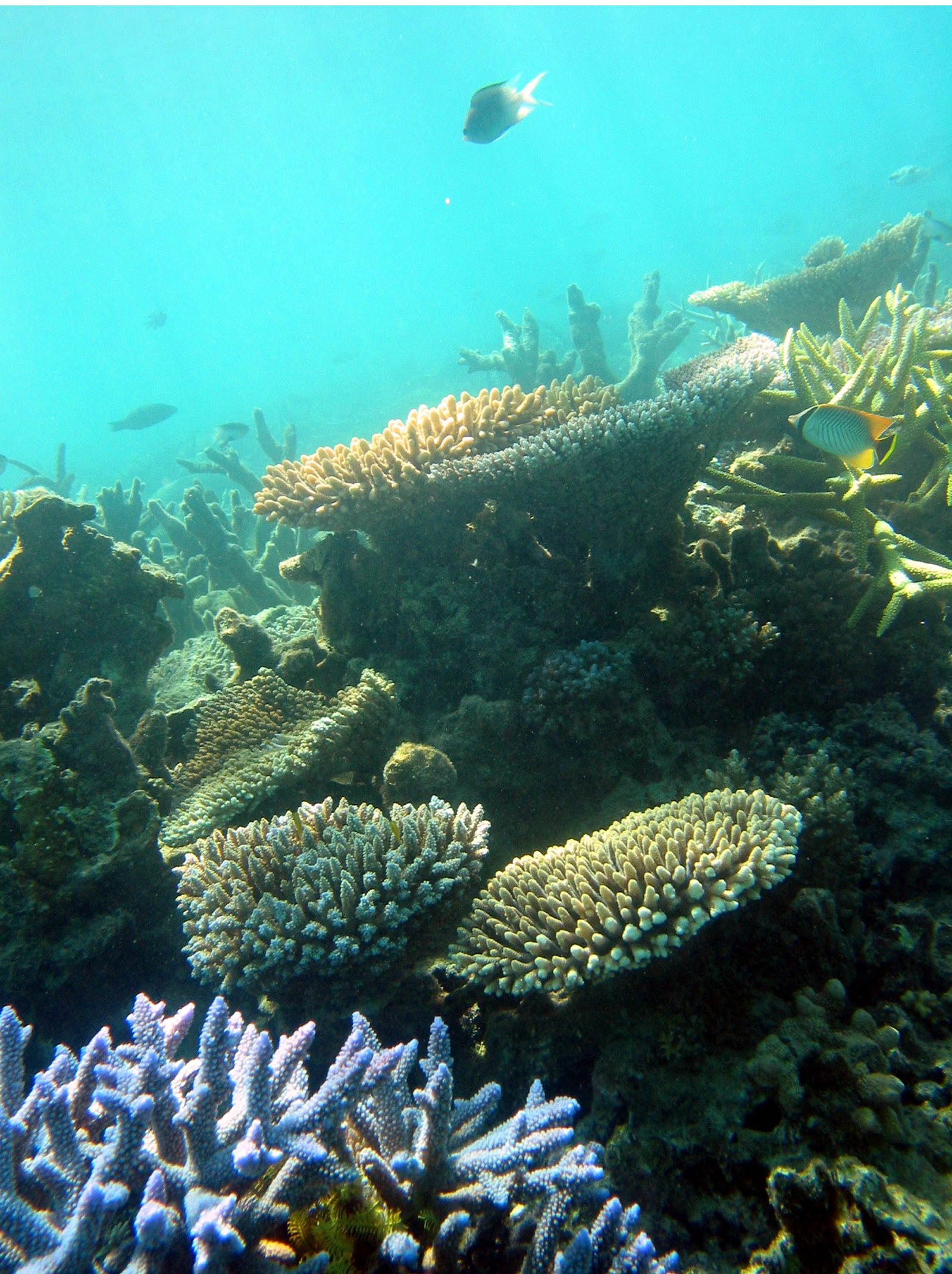
Steinkorallen im hellen Flachwasserbereich. Nur dort sind die symbiotischen Algen zur Photosynthese in der Lage

Große ökologische Bedeutung haben Korallenriffe, die von einer Untergruppe der Nesseltiere, den skelettbildenden Steinkorallen, aufgebaut werden. Diese Riffe treten in zwei ökologischen Bereichen auf: Zum einen als Tiefwasserriffe in kaltem Wasser ab 60 Metern Tiefe, so zum Beispiel entlang des europäischen Kontinentalhangs, zum anderen als Flachwasserriffe in warmen Meeren mit Wassertemperaturen über 20 °C. Wichtig für deren Riffbildung sind die bereits angesprochenen endosymbiotischen Algenpartner. Bei übermäßiger Erwärmung kommt es oft zur Korallenbleiche, in der die Symbiose durch das Abstoßen der Algen beendet wurde.
Aufgrund der notwendigen Sonneneinstrahlung gibt es Korallenriffe als Flachwasserrriffe nur in tropischen Gewässern. Die Korallenpolypen scheiden dort neben anderen Tieren wie bestimmten Röhrenwürmern, aber auch diversen Rotalgen oder Grünalgen, Kalk (Calciumcarbonat) als Außen- oder Exoskelett ab, der sich mit der Zeit zu wahren Gebirgen auftürmen kann. Sobald die Lichtausbeute zu gering wird – dies ist auf jeden Fall ab einer Wassertiefe von 60 Metern der Fall – sterben die Korallen ab, auf ihren Skeletten haben sich dann schon die nachfolgenden Generationen festgesetzt. Auf diese Weise können Korallenriffe bei langsam steigendem Meeresspiegel in die Höhe wachsen.
Korallenriffe sind sehr artenreiche Ökosysteme, die durch die Beeinflussung von Meeresströmungen auch globale Auswirkungen haben. Sie sind von einer Vielzahl von Organismen, Schwämmen, diversen Würmern, Fischen, aber auch Algen und verschiedenen Protisten bewohnt.
In erdgeschichtlicher Zeit haben sich zahlreiche Gesteinsformationen aus dem unter anderem von Korallen abgelagerten Kalkstein gebildet: So gehen beispielsweise die reichen Vorkommen der Eifel und des Bergischen Landes auf Hunderte Millionen Jahre alte devonische Korallenriffe zurück. Jüngeren Datums sind die Bermuda-Inseln und die Bahamas, aber auch zahlreiche pazifische Inselgruppen, die auf Korallenriffe zurückgehen.

## Nesseltiere als Fossilien

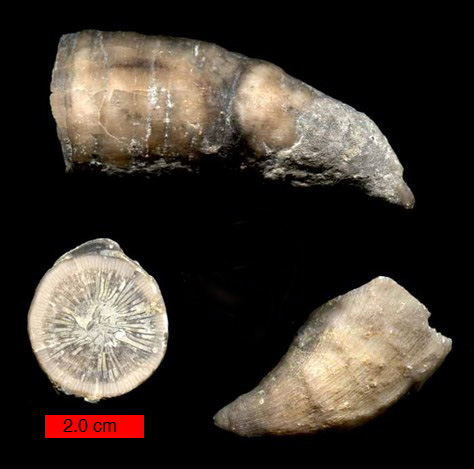
Rugose Koralle Grewingkia aus dem Ordovizium von Indiana.

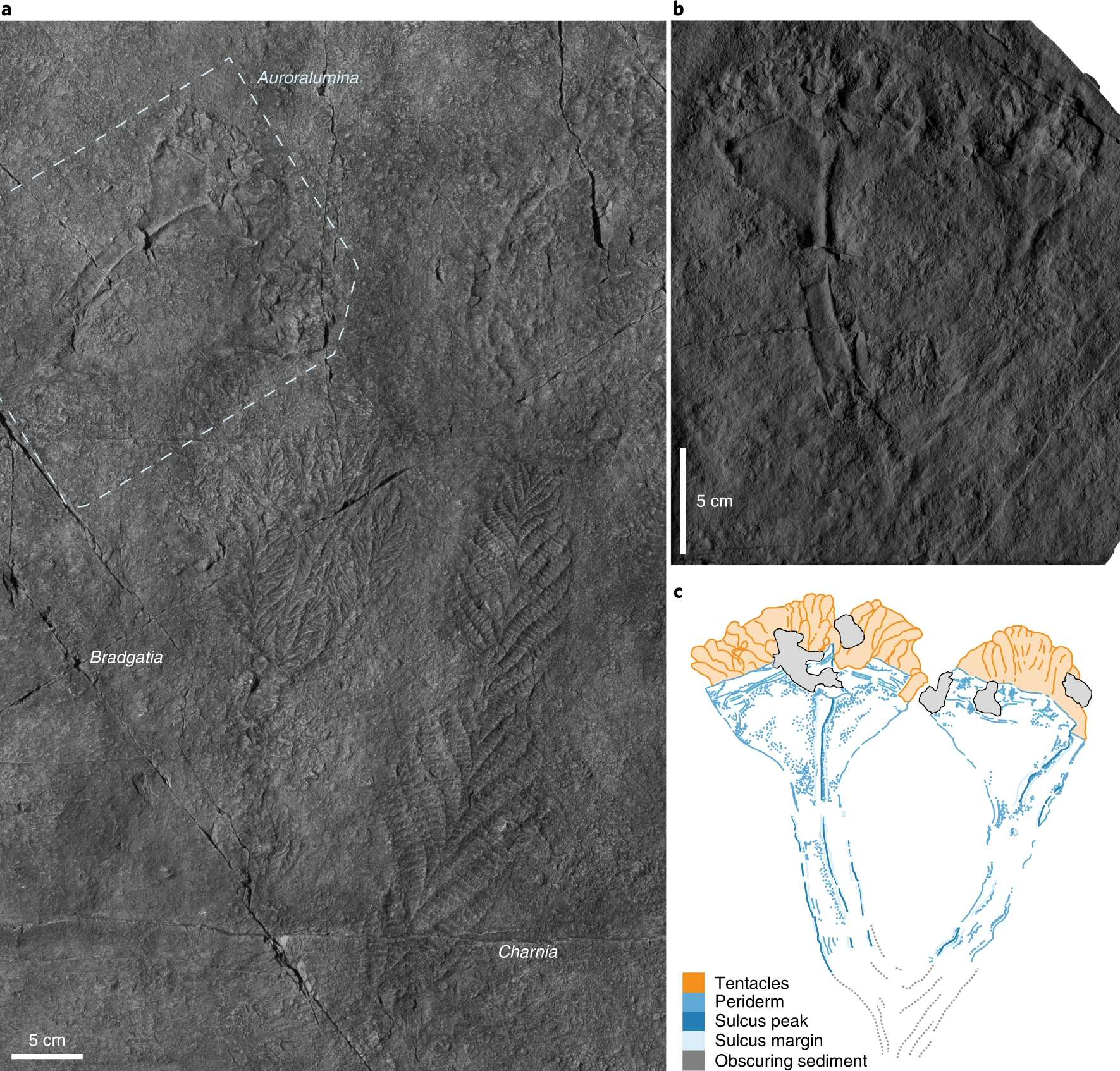
Holotypus von Auroralumina attenboroughii

Nesseltiere sind eine sehr alte Tiergruppe. Schon in der so genannten Ediacara-Fauna des späten Proterozoikums vor etwa 550 Millionen Jahren sind sie vertreten und gehören damit zu den ersten bekannten Tierfossilien überhaupt. Ein Beispiel hierfür ist Auroralumina attenboroughii, die als das älteste bekannte räuberische Tier gilt. Die Kenntnis fossiler Gruppen ist je nach Untergruppe allerdings sehr unterschiedlich: Während sich aus weichem Gewebe bestehende Quallen nur in extremen Ausnahmefällen erhalten haben, ist beispielsweise die stammesgeschichtliche Entwicklung der Korallen durch die von ihnen hinterlassenen harten Kalkskelette fossil sehr gut bekannt. Die ersten Korallenriffe stammen demnach aus dem erdgeschichtlichen Zeitalter des frühen Ordoviziums vor etwa 500 Millionen Jahren, die damaligen Formen unterschieden sich aber noch deutlich von den heutigen Korallen, die erst nach dem großen Massenaussterben am Ende des Perm vor 240 Millionen Jahren etwa in der Mitte der Trias vor etwa 220 Millionen Jahren das erste Mal auftreten.

## Nesseltiere und der Mensch

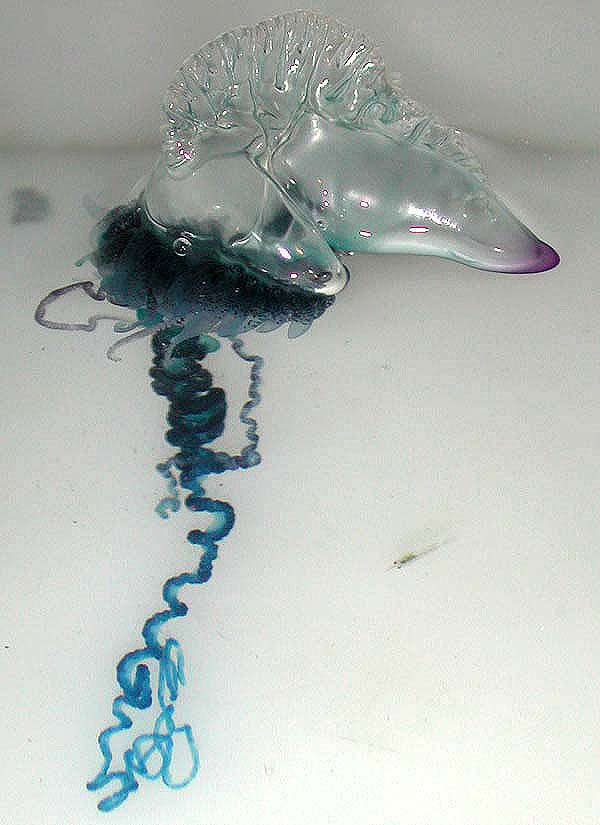
Das Gift der Portugiesischen Galeere (Physalia physalis) ist für Menschen lebensgefährlich. Besonders gefährdet sind schwimmende Personen.

Nesseltiere haben Menschen zunächst einmal dadurch beeinflusst, dass letztere auf ihnen leben: Wie bereits erwähnt gehen eine ganze Reihe von Inseln auf abgestorbene Nesseltierskelette zurück. Der von ihnen hinterlassene Kalkstein wird an vielen Stellen kommerziell abgebaut. Aus besonderen, insbesondere bunt gefärbten Korallen werden darüber hinaus seit vorgeschichtlicher Zeit Schmuckstücke gefertigt.

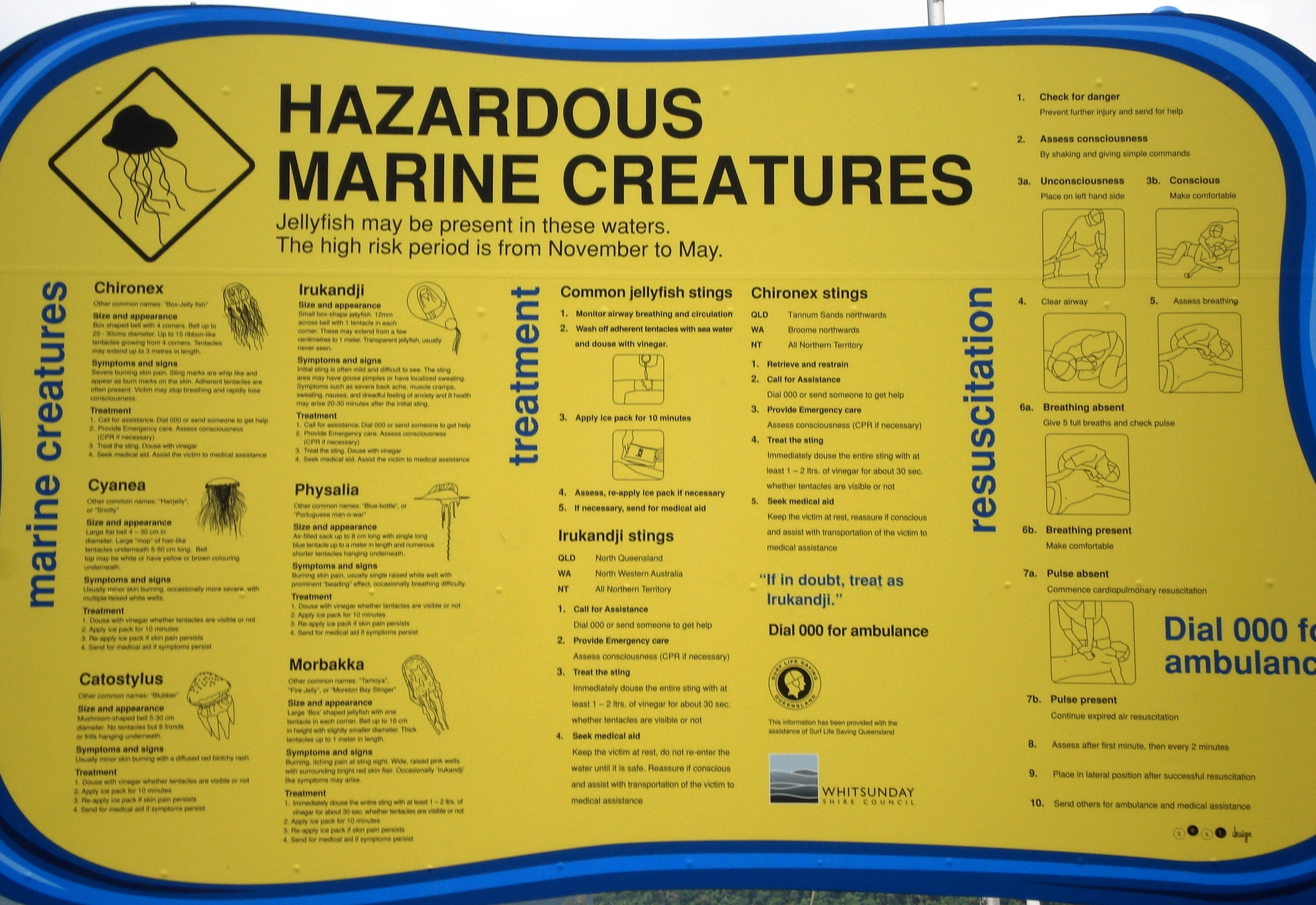
Informationstafel zu giftigen (Würfel-)Quallen (u. a. Chironex fleckeri / Morbakka fenneri / Carukia barnesi = "Irukandji" / Physalia physalis) und der Behandlung (in Airlie Beach / Australien)

Andererseits kommen insbesondere an der Nordküste Australiens regelmäßig Menschen durch Kontakt mit den Nesselzellen hochgiftiger Quallen zu Tode oder werden durch ihr Nervengift lebenslang geschädigt. Auch die in der Nordsee vorkommenden Quallen können zu äußerst schmerzhaften Hautverletzungen führen.
Umgekehrt wirkt sich die Ausbreitung des menschlichen Tourismus oft sehr negativ auf die den Nesseltieren zugehörigen Korallen aus. Das global zu beobachtende Korallensterben gilt unter Riffbiologen als äußerst bedenklich, da Korallen Schlüsselorganismen sind, deren Tod oft das Absterben des ganzen reichhaltigen Ökosystems nach sich zieht. Neben der Einleitung von nitratbelasteten Abwässern ist hier unter anderem die Cyanidfischerei zu nennen, die in kurzer Zeit weiträumige Lebensräume vernichten kann.
Eine weitere Gefahr für Korallen sind die infolge des Klimawandels steigenden Wassertemperaturen: Überschreiten sie eine kritische Grenze, stoßen die Korallen oft ihre symbiotischen Algenpartner (Zooxanthellen) ab und bleichen damit aus. Nach dieser Korallenbleiche können die Korallen nur schwer allein überleben. Kehren die Zooxanthellen über einen langen Zeitraum nicht zurück, sterben die Korallen ab.

## Systematik

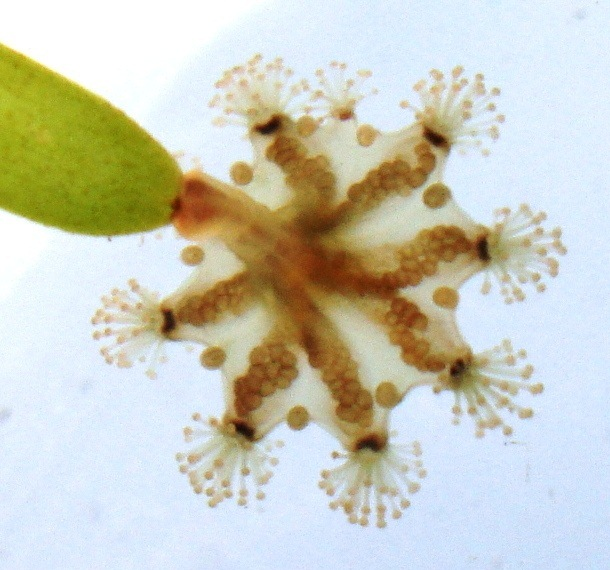
Ein Beispiel für eine Stiel-/Becherqualle (Staurozoa) – die Becherqualle Haliclystus octoradiatus (an Seegras) von schräg unten

Die Nesseltiere bilden in der klassischen Systematik einen Stamm innerhalb der Gewebetiere (Eumetazoa) und wurden traditionell zusammen mit den Rippenquallen (Ctenophora) zur Gruppe der Hohltiere (Coelenterata) vereinigt.
Aus Sicht der heute vorherrschenden Systematik, der Kladistik, ist diese Gruppe allerdings vermutlich paraphyletisch, das heißt, sie umfasst nicht alle Nachkommen ihres letzten gemeinsamen Vorfahren: Trotz der äußeren Ähnlichkeit der beiden Taxa, die sich unter anderem in der beiden Gruppen eigenen radialsymmetrischen Körperstruktur bemerkbar macht, sind die Rippenquallen wahrscheinlich nicht näher mit den Nesseltieren verwandt, eine Theorie sieht sie als nächste Verwandte der zweiseitig-symmetrisch aufgebauten Bilateria, ihre tatsächliche Stellung im System ist aber noch ungeklärt. Aus kladistischer Sicht bilden die Hohltiere daher eine künstliche Gruppe.
Die Nesseltiere werden in fünf Klassen unterteilt:
- Die Blumentiere (Anthozoa) umfassen ungefähr 7500 Arten, darunter die Seeanemonen, die Stein- und Oktokorallen. Ein Medusenstadium ist in dieser Klasse unbekannt.
- Die Stielquallen (Staurozoa) sind sessile Quallen mit einem polypenartigen Stiel. Es gibt etwa 50 Arten.
- Die Würfelquallen (Cubozoa) umfassen etwa 50 Arten. Zu ihnen zählen unter anderem die als Seewespen bezeichneten Arten Chironex fleckeri und Chiropsalmus quadrigatus, die über ein hochpotentes Gift verfügen.
- Zu den Schirmquallen (Scyphozoa) gehören etwa 200 Arten, die meist als Medusen auftreten.
- Die Hydrozoen (Hydrozoa) sind die vielgestaltigste Gruppe und enthalten etwa 3500 Arten. Das Spektrum reicht hier von vielen quallenartigen Formen über die Staatsquallen, die sessilen Nesselfarne, die tropischen Feuer- und Filigrankorallen bis zu den Bäumchenpolypen (Sertularia), die auch in der Nordsee vorkommen. Auch die Süßwasserquallen zählen zu den Hydrozoen. Die Hydrozoa zeigen häufig einen Generationswechsel zwischen Medusen- und Polypform.

Keiner Klasse zugeordnet werden die parasitischen Myxozoa und Polypodium hydriforme, die die Schwestergruppe der Medusozoa darstellen.
Die wahrscheinlichen stammesgeschichtlichen Abstammungsverhältnisse der genannten Gruppen lassen sich dem folgenden Diagramm entnehmen:
Kladogramm der Cnidaria nach Collins (2002)
|  | Hexacorallia |
|  |              |
|  | Octocorallia |
|  |              |

|  | \| \| Scyphozoa \| \| \| \| \| \| Cubozoa \| \| \| \| |
|  |                                                       |
|  | Hydrozoa                                              |
|  |                                                       |
|  | Scyphozoa                                             |
|  |                                                       |
|  | Cubozoa                                               |
|  |                                                       |

|  | Scyphozoa |
|  |           |
|  | Cubozoa   |
|  |           |

|  | \| \| Scyphozoa \| \| \| \| \| \| Cubozoa \| \| \| \| |
|  |                                                       |
|  | Hydrozoa                                              |
|  |                                                       |
|  | Scyphozoa                                             |
|  |                                                       |
|  | Cubozoa                                               |
|  |                                                       |

|  | Scyphozoa |
|  |           |
|  | Cubozoa   |
|  |           |

|  | \| \| Scyphozoa \| \| \| \| \| \| Cubozoa \| \| \| \| |
|  |                                                       |
|  | Hydrozoa                                              |
|  |                                                       |
|  | Scyphozoa                                             |
|  |                                                       |
|  | Cubozoa                                               |
|  |                                                       |

|  | Scyphozoa |
|  |           |
|  | Cubozoa   |
|  |           |

|  | \| \| Scyphozoa \| \| \| \| \| \| Cubozoa \| \| \| \| |
|  |                                                       |
|  | Hydrozoa                                              |
|  |                                                       |
|  | Scyphozoa                                             |
|  |                                                       |
|  | Cubozoa                                               |
|  |                                                       |

|  | Scyphozoa |
|  |           |
|  | Cubozoa   |
|  |           |

|  | Hexacorallia |
|  |              |
|  | Octocorallia |
|  |              |

|  | \| \| Scyphozoa \| \| \| \| \| \| Cubozoa \| \| \| \| |
|  |                                                       |
|  | Hydrozoa                                              |
|  |                                                       |
|  | Scyphozoa                                             |
|  |                                                       |
|  | Cubozoa                                               |
|  |                                                       |

|  | Scyphozoa |
|  |           |
|  | Cubozoa   |
|  |           |

|  | \| \| Scyphozoa \| \| \| \| \| \| Cubozoa \| \| \| \| |
|  |                                                       |
|  | Hydrozoa                                              |
|  |                                                       |
|  | Scyphozoa                                             |
|  |                                                       |
|  | Cubozoa                                               |
|  |                                                       |

|  | Scyphozoa |
|  |           |
|  | Cubozoa   |
|  |           |

|  | \| \| Scyphozoa \| \| \| \| \| \| Cubozoa \| \| \| \| |
|  |                                                       |
|  | Hydrozoa                                              |
|  |                                                       |
|  | Scyphozoa                                             |
|  |                                                       |
|  | Cubozoa                                               |
|  |                                                       |

|  | Scyphozoa |
|  |           |
|  | Cubozoa   |
|  |           |

|  | \| \| Scyphozoa \| \| \| \| \| \| Cubozoa \| \| \| \| |
|  |                                                       |
|  | Hydrozoa                                              |
|  |                                                       |
|  | Scyphozoa                                             |
|  |                                                       |
|  | Cubozoa                                               |
|  |                                                       |

|  | Scyphozoa |
|  |           |
|  | Cubozoa   |
|  |           |